# Aiakas kreffti
Aiakas kreffti är en fiskart som beskrevs av Gosztonyi, 1977. Aiakas kreffti ingår i släktet Aiakas och familjen tånglakefiskar. Inga underarter finns listade i Catalogue of Life.